# 1572
Cette page concerne l'année 1572  du calendrier julien.
L'année 1572 est une année bissextile qui commence un mardi.

## Événements
- 2 mars : mort du gouverneur du Brésil Mem de Sá[1]. Le roi de Portugal, pour mieux défendre le pays contre les corsaires français, le divise en deux gouvernements, celui du Nord (capitale Bahia) et celui du Sud (au sud de Porto Seguro), dépendant directement de Lisbonne (1572-1578)[2].

- 8 mai : une lettre de l’ambassadeur français à Constantinople annonce que les Turcs ont déjà construit 150 vaisseaux avec artillerie et équipage. Reconstitution de la flotte turque[3].

27 juin : Capture de Túpac Amaru, dessin de Felipe Guaman Poma de Ayala

- 24 juin : les Espagnols entrent dans Vilcabamba, dernier bastion Inca, déserté par sa population[4].

- 4 juillet, Inde : début de la campagne d'Akbar pour l'annexion du Gujarat (fin en 1573)[5].
- 19 juillet : début du règne de Wanli, empereur Ming de Chine (fin en 1620)[6]. Le ministre Zhang Juzheng exerce le pouvoir jusqu'en 1582[7]. Troubles dus aux rivalités entre eunuques et fonctionnaires de la cour.

- 29 juillet : Francis Drake met à sac Nombre de Dios (Colón)[8].

- 22 ou 23 septembre : Francisco de Tolède fait exécuter Túpac Amaru, le dernier inca quechua, mettant fin à la résistance inca au Pérou[4].
- 25 septembre : des jésuites arrivent à Mexico[9].

- Japon : le shogun Yoshiaki Ashikaga obtient l’alliance du célèbre chef de guerre Shingen Takeda contre Oda Nobunaga[10]. Victoire de Shingen Takeda sur Ieyasu Tokugawa à la bataille de Mikata-Ga-Hara au début de l'année 1573.
- Invasion de sauterelles en Égypte[11].

### Europe
- 22 février[12] : des neofiti, crypto juifs du royaume de Naples depuis la fin du XIIIe siècle, dont le savant Teofilo Panarelli, sont brûlés à Rome par l’Inquisition. D’autres réussissent à fuir vers les Balkans[13].
- 24 février : pacification de Graz[14]. L’archiduc Charles accorde à la noblesse de Styrie un « édit de pacification » (liberté de culte) assorti d’une déclaration devant la diète proclamant son attachement au catholicisme.

- 1er avril : les Gueux prennent le port de La Brielle en Hollande[15]. Appuyé spontanément par les milices, ils prennent le contrôle des côtes de la province de Hollande.

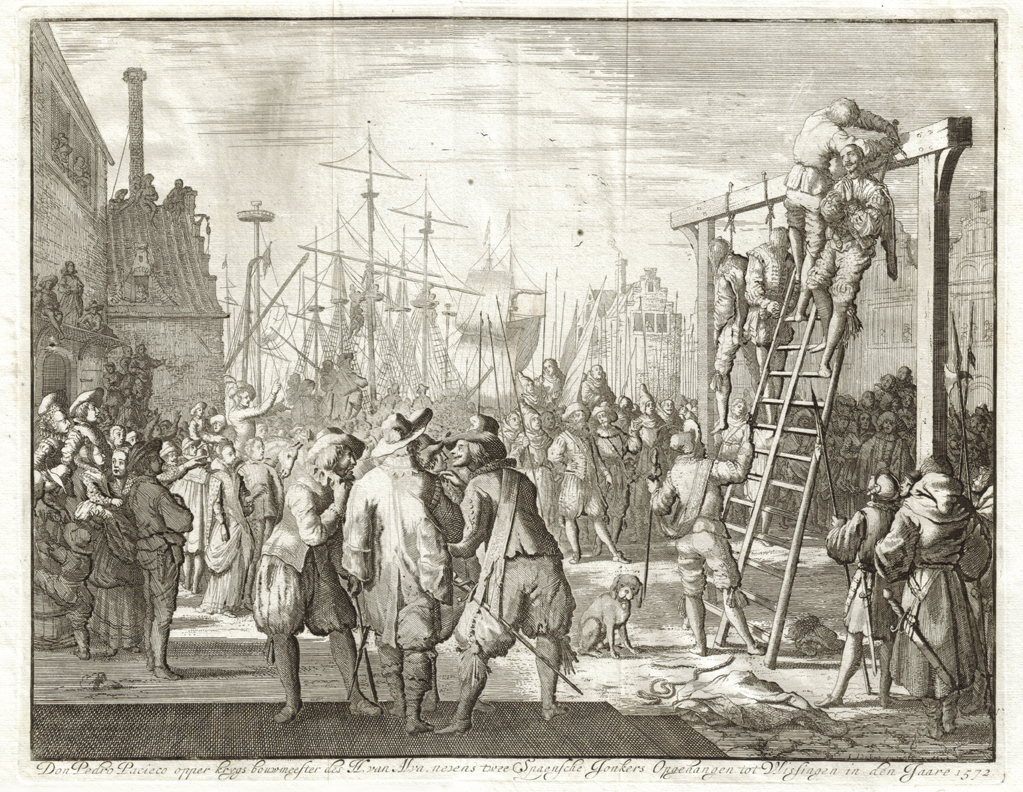
6 avril : révolte de Flessingue. Rébellion aux Pays-Bas contre Philippe II d'Espagne et début de la guerre d'indépendance des Pays-Bas (fin en 1581). Soulèvement de la Hollande et de la Zélande, appuyés par Guillaume d'Orange en Gueldre et par son frère Louis de Nassau en Hainaut.

- 6 avril : insurrection de Flessingue contre les Espagnols[16].
- 19 avril : signature à Blois d’un traité d’alliance défensive entre la France et l’Angleterre[17].

- 5 mai : Jeremias II devient patriarche de Constantinople (1572-1579, 1580-1584 et 1586-1595)[18].
- 13 mai : élection du pape Grégoire XIII (fin de pontificat en 1585)[19].
- 24 mai : Louis de Nassau prend Mons[20] tandis que le prince d’Orange entre dans les Pays-Bas en juillet à la tête de 20 000 hommes.

- Début juin/6 août : Ivan IV de Russie rédige son testament politique[21]. Conseil sur l’art de gouverner destiné à ses successeurs : il recommande la fermeté et justifie ses violences par la nécessité.
- 26 juin : les Gueux de la mer prennent Gorcum[22]. Des prêtres catholiques sont jetés en prison.
- Juin, Angleterre : Admonition to the Parliament, pamphlet anonyme sur la discipline ecclésiastique. Ses auteurs, les Puritains John Field et Thomas Wilcox, sont jetés en prison. Une seconde Admonition est publiée, attribuée au prédicateur de Cambridge Thomas Cartwright (1535-1603), qui expose sa doctrine selon laquelle aucun ministre du culte n’est nécessaire et que tout croyant peut comprendre l’Écriture et être inspiré de Dieu[23].

- 7 juillet : Sigismond Auguste meurt sans héritier direct entraînant la fin de la dynastie Jagellon en Pologne[24]. La royauté redevient élective. Un petit noble de la région de Belz, près de Łwow, Jan Zamoyski, qui avait fait ses études à Padoue et à Paris, propose la règle du viritum, selon laquelle tous les nobles devaient participer directement à la désignation du roi. C’était prévoir des assemblées de plusieurs milliers de membres. Le système est appliqué pour la diète convoquée à Varsovie en janvier 1573.
- 9 juillet : les dix-neuf martyrs de Gorcum sont pendus par les Gueux de la mer à Brielle sous les ordres de Guillaume II de la Marck[25].
- 11 juillet : prise de Bitche par les armées du duc de Guise, qui envahissent le comté de Deux-Ponts-Bitche, fief du prince luthérien Philippe V de Hanau-Lichtenberg[26]. Ce dernier en appelle à l'empereur : le procès devant la chambre impériale conclura en faveur du duc de Lorraine[27].
- 17 juillet : défaite de Genlis  entre Saint-Ghislain et Hautrage[28]. Les huguenots français voulant secourir les Pays-Bas sont défaits.
- 19-23 juillet[29] : les états de Hollande, réunis à Dordrecht, votent des subsides pour l'armée insurgée et instituent la liberté de religion[30].
- 30 juillet-3 août : les Tatars, de nouveau en route vers Moscou, sont battus et rejetés vers le sud après la bataille de Molodi[31].
- Après le 6 août, Russie : le tsar décide de dissoudre l'opritchnina[31]. Les opritchniks étaient devenus incontrôlables, pillant sans vergogne les terres des boyards sans en avoir l'autorisation. De plus, l'année d'avant, ils n'avaient pas levé le petit doigt pour défendre Moscou, attaquée par les Tatars de Crimée.

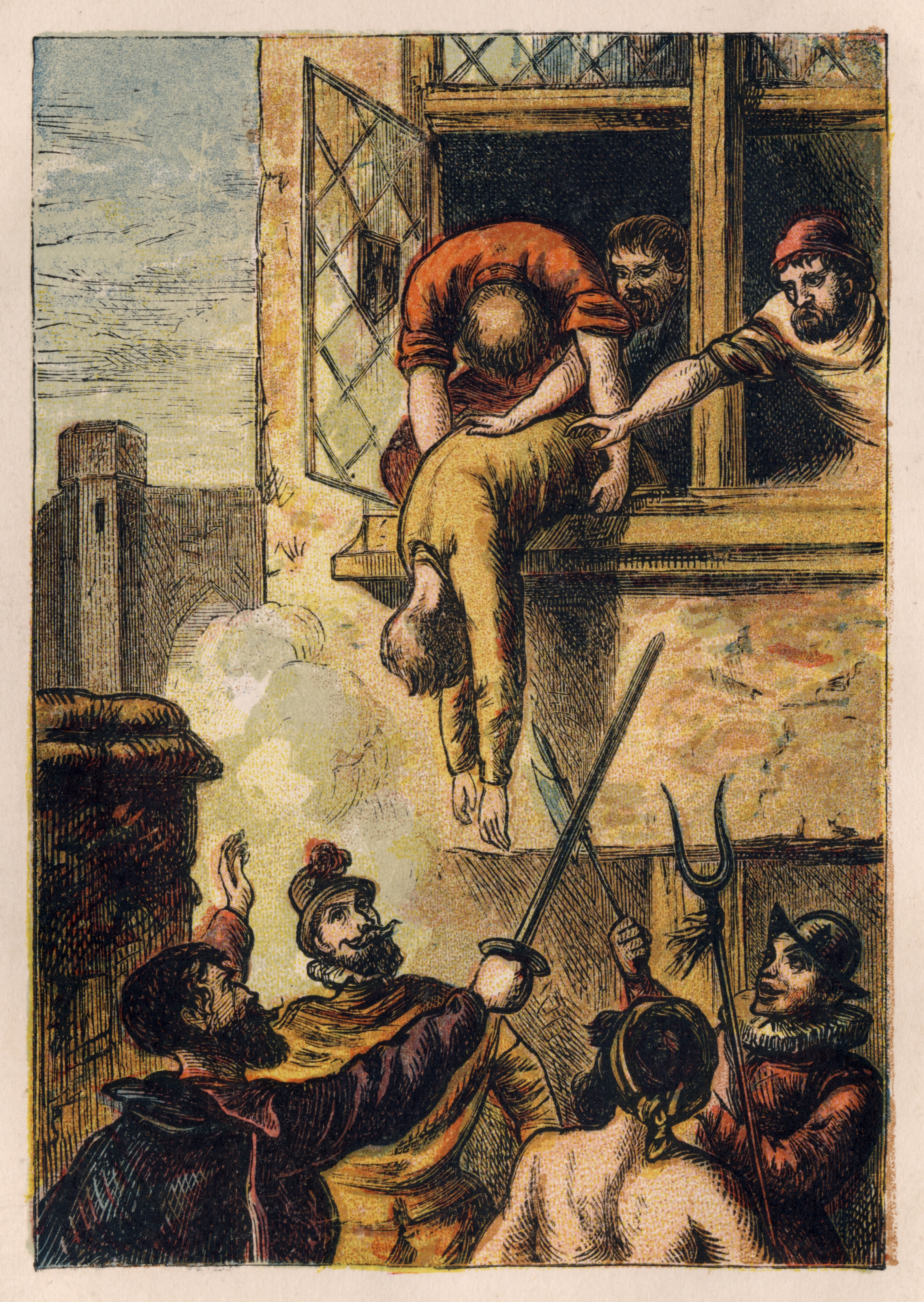
24 août : massacre de la Saint-Barthélemy ; la mort de Coligny. Illustration par Kronheim du Livre des Martyrs de Foxe, 1887.

- 24 août : massacre de la Saint-Barthélemy à Paris[32].

- 11 septembre : célébration d'un jubilé publié pour l’ensemble de la chrétienté célébrant la Saint-Barthélemy[33].

- 19 septembre : la ville de Mons est reprise par le duc d’Albe[28]. Guillaume d'Orange se retire au nord du Pays. Les troupes espagnoles mettent à sac Malines et Zutphen, massacrent la population de Naarden et rasent la ville[34]. Elles marchent ensuite contre la Hollande.

- 25 septembre : Rodolphe de Habsbourg est couronné roi de Hongrie à Presbourg[35].

- 16 octobre : au Portugal, l’archiviste royal Damião de Góis est condamné à la réclusion perpétuelle par l’Inquisition et meurt probablement assassiné deux ans plus tard[36].

- 20 octobre : les tercios espagnols traversent à gué l'Escaut pour secourir Goes assiégé par les forces de l'Union d'Utrecht qui sont surprises et se retirent[37].

- Novembre-avril 1573 : hiver particulièrement long et rigoureux[38]. Crise agricole en Europe (fin en 1576)[39]. Disette.
- 11/12 novembre : apparition de la supernova SN1572 observée par Tycho Brahe.

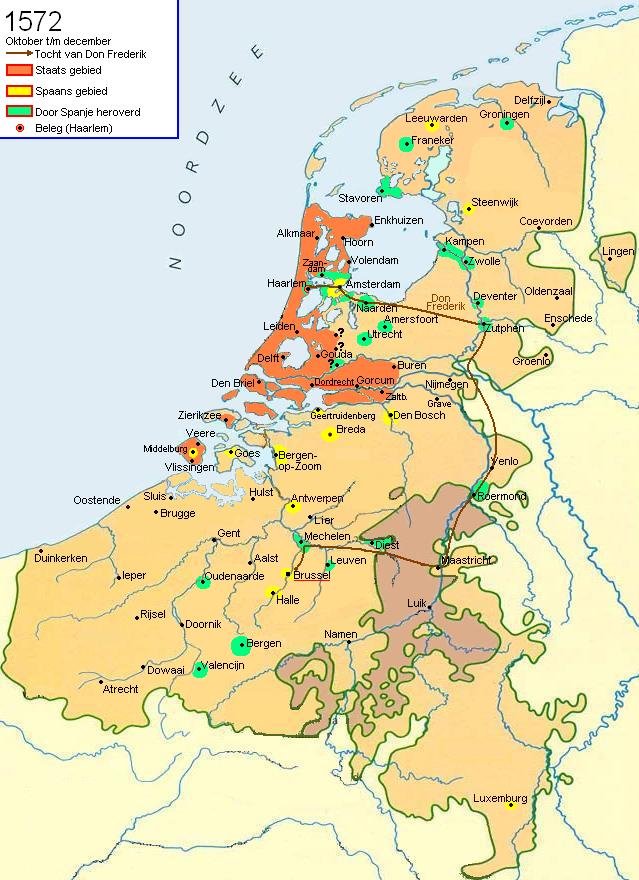
Situation aux Pays-Bas à la fin de l'année.

- 11 décembre : début du siège de Haarlem par le duc d’Albe. La ville capitule après un siège héroïque et la garnison est massacrée (13 juillet 1573)[40]. Le duc d’Albe est tenu en échec à Alkmaar et devant Leyde, défait sur mer par les gueux et confronté à des mutineries dans ses propres troupes impayées malgré les sommes considérables envoyées de Castille (7 millions de florin en 1572 et 1573).

- Fondation du Collège jésuite de Brno en Moravie[41].

## Naissances en 1572
- 7 janvier : Antoine Le Gaudier, religieux jésuite français († 14 avril 1622).
- 22 janvier : John Donne, poète et prédicateur anglais († 31 mars 1631).
- 23 janvier : Sainte Jeanne de Chantal, religieuse française visitandine († 13 décembre 1641).
- 1er février : Ellen Marsvin, aristocrate et propriétaire terrienne danoise († 11 novembre 1649).
- 2 février : Robert Burhill, ecclésiastique et controversiste anglais († octobre 1641).
- 24 février : Ursula de Palatinat-Veldenz-Lützelstein, fille du comte palatin Georges-Jean de Palatinat-Veldenz et plus tard duchesse Ursula de Wurtemberg († 5 mars 1635).
- 27 février : François II de Lorraine, troisième fils du duc Charles III et de Claude de France († 14 octobre 1632).
- 29 février : Edward Cecil, 1er vicomte Wimbledon, commandant militaire et homme politique anglais († 16 novembre 1638).
- 12 mars : Valentin Schmalz, théologien et pasteur socinien d’origine allemande († 8 décembre 1622).
- 16 mars : Daniel Bacheler, compositeur et luthiste anglais († 29 janvier 1619).
- 20 mars :
  - Othon III de Brunswick-Harbourg, duc de Brunswick-Lunebourg et titulaire de l'apanage de Brunswick-Harbourg  († 4 août 1641).
  - Sigismond Ier Báthory, voïvode puis prince de Transylvanie († 27 mars 1613).
- 27 mars : Thomas Lydiat, mathématicien anglais († 3 avril 1646).
- 4 avril : William Strachey, écrivain anglais († 21 juin 1621).
- 14 avril : Adam Tanner, théologien jésuite autrichien († 25 mai 1632).
- 1er mai : Philippe de Jésus, frère franciscain déchaux de la Nouvelle-Espagne missionnaire au Japon († 5 février 1597).
- 20 mai : John Davenant, universitaire anglais et évêque de Salisbury († 20 avril 1641).
- 25 mai : Maurice de Hesse-Cassel, landgrave de Hesse-Cassel, qui fait partie du Saint-Empire romain germanique († 15 mars 1632).
- 8 juin : Honorat de Porchères Laugier, poète français († 26 octobre 1653).
- 10 juin : Henri II de Reuss-Gera, seigneur de Gera, de Lobenstein et d'Oberkranichfeld († 23 décembre 1635).
- 11 juin : Ben Jonson, dramaturge anglais († 6 août 1637).
- 14 juin : Honoré de Quiqueran de Beaujeu, religieux français de l'ordre de Saint-Jean de Jérusalem († 24 avril 1642).
- 1er juillet : Giovanni Battista Lalli, poète et écrivain italien († 6 février 1637).
- 2 juillet : André Rivet, pasteur protestant, théologien et écrivain calviniste français († 7 janvier 1651).
- 14 juillet : Sakai Tadayo, daimyo de la fin de l'époque Sengoku et du début de l'époque d'Edo du Japon au service du shogunat Tokugawa († 24 avril 1636).
- 16 juillet : Bagrat II, 3e prince de Moukhran, principauté géorgienne dirigée par une branche de la famille royale géorgienne († 1er juillet 1625).
- 28 juillet : Odon Van Maelcote, prêtre jésuite, homme de sciences et mathématicien des Pays-Bas méridionaux (aujourd’hui la Belgique) († 14 mai 1615).
- 31 juillet : Martin Beheim, peintre allemand († 18 février 1623).
- 6 août : Fakhreddine II, émir, prince des Druzes de la dynastie Maan († 13 avril 1635).
- 22 août : Rudolf Goclenius le Jeune, médecin calviniste allemand, professeur de physique, de médecine et de mathématiques († 3 mars 1621).
- 27 septembre : François van Aerssen, ambassadeur des États généraux des Provinces-Unies en France, à Venise et en Angleterre († 27 décembre 1641).
- 30 septembre : Denis-Simon de Marquemont, archevêque et cardinal français († 16 septembre 1626).
- ? septembre : Virginio Orsini, 2e marquis dell’Anguillara, 2e duc de Bracciano († 9 septembre 1615).
- 27 octobre : Marie-Élisabeth de France, fille unique de Charles IX de France et d'Élisabeth d'Autriche († 2 avril 1578).
- 1er novembre : Isaacus Rothovius, évêque de Turku († 10 février 1652).
- 2 novembre : Henri Ier de Savoie-Nemours, duc de Genève, de Nemours et d'Aumale († 10 juillet 1632).
- 8 novembre : Jean III Sigismond de Brandebourg, électeur de Brandebourg, puis duc de Prusse († 23 décembre 1619).
- 9 novembre : Caspar Hofmann, médecin allemand († 3 novembre 1648).
- 13 novembre : Cyrille Loukaris, patriarche d'Alexandrie († 27 juin 1638).
- 25 novembre : Daniel Sennert, médecin allemand († 31 juillet 1637).
- 29 novembre : Andrea Baroni Peretti Montalto, cardinal italien († 4 août 1629).
- 30 novembre : Annibal de Lortigue, poète français († 1630).
- 20 décembre : Edward Russell, 3e comte de Bedford, aristocrate et homme politique anglais († 3 mai 1627).
- 22 décembre : Abel Brunier, médecin et botaniste français († 14 juillet 1665).
- 31 décembre : Go-Yōzei, 107e empereur du Japon († 25 septembre 1617).
- Date précise inconnue :
  - Jean d'Artis, jurisconsulte français († 21 avril 1651).
  - Giovanni Bernardino Azzolini, peintre maniésiste italien († 12 décembre 1645).
  - Johann Bayer, magistrat allemand passionné d'astronomie († 7 mars 1625).
  - Gian Francesco Biondi, diplomate, historien et écrivain italien († 1644).
  - Abraham van den Blocke, architecte et sculpteur prussien d'ascendance flamande († 31 janvier 1628).
  - Fabrizio Boschi, peintre baroque italien de l'école florentine († 6 juin 1642).
  - Charles Bouvard, médecin français († 22 octobre 1658).
  - René Chartier, médecin français († 29 octobre 1654).
  - Chōsokabe Chikatada, samouraï de la période Azuchi-Momoyama († 4 novembre 1600).
  - Patrick Copland, philanthrope écossais († 1651).
  - William Courteen, commerçant d'origine wallonne, basé à Londres († 1636).
  - Pier Paolo Crescenzi, cardinal italien († 19 février 1645).
  - Alonso de la Cueva-Benavides y Mendoza-Carrillo, cardinal espagnol († 10 août 1655).
  - Philippe Danfrie, médailleur français († 12 février 1604).
  - Giovanni Agostino De Marini, 105e doge de Gênes († 19 juin 1642).
  - Cornelis Drebbel, physicien, mécanicien et inventeur néerlandais († 7 novembre 1633).
  - Francesco d'Isa, littérateur et dramaturge italien († 1622).
  - Giovanni Camillo Glorioso, mathématicien et astronome italien († 8 janvier 1643).
  - Henri de Gondi, cardinal et évêque de Paris († 13 août 1622).
  - Bartholomew Gosnold, explorateur anglais († 22 août 1607).
  - Heinrich Gutberleth, pédagogue allemand († 24 mars 1635).
  - William Knight, laïc martyr catholique anglais († 29 novembre 1596).
  - Kyōgoku Takatomo, daimyō de l'époque Azuchi Momoyama et du début de l'époque d'Edo († 17 septembre 1622).
  - Louis II de Marillac, comte de Beaumont-le-Roger et  maréchal de France († 10 mai 1632).
  - Daniel Nijs, marchand d'art néerlandais († 1647).
  - Hugh Roe O'Donnell, militaire irlandais († 10 septembre 1602).
  - Antoinette d'Orléans-Longueville, noble dame française († 24 avril 1618).
  - Charles de Rambures, capitaine de guerre français († 13 janvier 1633).
  - Richard Burke 4e comte de Clanricard,  homme politique irlandais († 12 novembre 1635).
  - Sarkis Rizzi, religieux libanais, évêque de l'Église maronite († juin 1638).
  - David Roelands, maître écrivain flamand († ?).
  - Charles-Salomon du Serre, ecclésiastique français, évêque de Gap († 16 mai 1637).
  - Ernst Soner, médecin, naturopathe et socinianiste allemand († 28 septembre 1612).
  - André de Soveral, prêtre diocésain brésilien († 16 juillet 1645).
  - Famien Strada, historien et jésuite italien († 6 septembre 1649).
  - Susenyos d'Éthiopie, Negusse Negest de l'Empire éthiopien († 17 septembre 1632).
  - Juliaen Teniers, peintre flamand († 11 mars 1615).
  - Philippe Thibault, prêtre carme français († 24 janvier 1638).
  - Thomas Tomkins, compositeur gallois († 9 juin 1656).
  - Paul Tossanus, ministre huguenot († 1634).
  - Samuel Ward, universitaire anglais, maître à l'Université de Cambridge († 1643).
  - William Richardson, prêtre catholique anglais († 27 février 1603).
- Vers 1572 :
  - Thomas Dekker, dramaturge anglais († 25 août 1632).
  - Guillaume Du Val, érudit, médecin et philosophe français († 22 septembre 1646).
  - Jan Antonisz van Ravesteyn, peintre néerlandais († 21 juin 1657).

## Décès en 1572

Portrait assis de l'empereur Longqing, mort en 1572.

- 7 janvier : Charles de Brimeu, dernier comte de Meghem, seigneur d'Humbercourt, de Querrieu, d'Housdaing et d'Esperlecq, stathouder de Gueldre et chevalier de la Toison d'or (° 1524 ou 1525).
- Janvier : Nicolas de Grouchy, érudit et écrivain français (° 1510).

- 8 février : Jo Sik, philosophe néoconfucianiste coréen (° 26 juin 1501).
- 26 février : Paolo Sadoleto, religieux italien, évêque de Carpentras (° 1508).
- 28 février :
  - Catherine d'Autriche, princesse de la dynastie des Habsbourg, fille de Ferdinand Ier, Empereur, et d'Anne Jagellon, reine de Hongrie  (° 15 septembre 1533).
  - Gilg Tschudi, homme politique, diplomate, géographe et historien suisse (° 5 février 1505).

- 2 mars : Mem de Sá, gouverneur général du Brésil (° 1500).
- 17 mars :
  - Marco Antonio Amulio, diplomate et cardinal vénitien (° 1506).
  - Georg Hund von Wenkheim, quarantième grand maître de l’ordre Teutonique (° 1520).
- 28 mars : Jan Woutersz van Cuyck, peintre, étranglé puis brûlé à Dordrecht avec Adriaentgen Jans van Molenaarsgraaf pour sa foi mennonite[42].

- 12 avril : Jean Crespin, avocat, auteur, imprimeur et éditeur français (° vers 1520).

- 1er mai : Pie V, pape italien (° 17 janvier 1504).
- 11 mai : Rema, rabbin, talmudiste, philosophe et décisionnaire polonais (° 1520).
- 22 mai : Gilbert Cousin, humaniste et théologien franc-comtois (° 21 janvier 1506).

- 2 juin : Thomas Howard, 4e duc de Norfolk (° 10 mars 1536).
- 9 juin : Jeanne d'Albret, reine de Navarre, de la tuberculose à Paris (° 16 novembre 1528).
- 21 juin : Jean Bégat, juriste français (° 1523).
- 28 juin : Bécan, de son nom latinisé complet Johannes Goropius Becanus, né Jan Gerartsen van Gorp, humaniste et médecin (° 23 juin 1519).

- 5 juillet : Ming Longqing, douzième empereur de la dynastie Ming (° 4 mars 1537).
- 7 juillet : Sigismond II Auguste, roi de Pologne et grand-duc de Lituanie (° 1er août 1520).
- 15 ou 25 juillet : Isaac Louria, rabbin et kabbaliste (° 1534).
- 25 juillet : Isaac Louria, prédicateur messianiste cabaliste d’origine ashkénaze, mort de la peste à Safed (Galilée) (né à Jérusalem en 1534).
- 27 juillet : Filippo d’Averardo Salviati, personnalité et mécène appartenant à une riche famille de banquiers et de notables florentins (° 10 août 1515).

- 20 août : Miguel López de Legazpi, conquistador espagnol (° 1502).
- 22 août : Thomas Percy, 7e comte de Northumberland (° 10 juin 1528).
- 24 août :
  - Gaspard II de Coligny, amiral de France et homme politique huguenot (° 16 février 1519).
  - François III de La Rochefoucauld, prince de Marcillac, comte de Roucy, baron de Verteuil  (° 1521).
  - Charles de Quellenec, noble protestant français (° 1548).
- 26 août : Pierre de La Ramée (Ramus), logicien et philosophe français (° 1515).
- 27 août : Mirabello Cavalori, peintre maniériste italien (° 1520).
- ? août : Claude Goudimel, compositeur français (° vers 1515-1525).

- 5 septembre : Diego Espinosa Arévalo, cardinal espagnol (° septembre 1502).
- 13 septembre : Jean d'Alesso, seigneur d'Éragny, trésorier du connétable Anne de Montmorency, conseiller du roi et maître ordinaire de sa Chambre des comptes (° 1513).
- 19 septembre : Barbara d'Autriche, archiduchesse d'Autriche et princesse de Hongrie et de Bohème (° 30 avril 1539).
- 22 septembre : François Clouet, peintre et dessinateur français. Peintre du Portrait de Pierre Quth, du bain de Gabrielle d'Estrées, de portraits officiels d’Henri II, de Charles IX, de Jeanne d'Albret ou de Marguerite de France (° avant 1520).
- 24 septembre : Túpac Amaru, dernier inca quechua de la dynastie de Manco Inca (° 1545).
- 30 septembre : François Borgia, jésuite espagnol (° 28 octobre 1510).

- 4 octobre : Jean de Coras, jurisconsulte et professeur de droit à Toulouse (° 3 décembre 1515).
- 11 octobre : Honoré Ier de Savoie, gouverneur et grand sénéchal de Provence (° octobre 1538).
- 24 octobre : Edward Stanley 3e comte de Derby, aristocrate, magistrat et diplomate anglais (° 10 mai 1509).

- 23 novembre : Bronzino, (Agnolo di Cosimo), peintre officiel de la cour des Médicis à Florence représentant du maniérisme toscan, (° 17 novembre 1503).

- 2 décembre : Hippolyte d'Este, cardinal italien (° 25 août 1509).
- 13 décembre : Jachiam Bifrun, juriste suisse du canton des Grisons (° 8 avril 1506).
- 28 décembre : Ludovic de Birague, militaire italien naturalisé français (° 1509)[43].
- 30 décembre : Galeazzo Alessi, architecte italien (° 1512).

- Date précise inconnue :
  - Raphaël Bombelli, mathématicien italien (° 1526).
  - Roland de Chauvigné, noble, administrateur de l'évêché de Léon (° 5 mai 1532).
  - Giovanni Antonio Fasolo, peintre maniériste italien actif dans la république de Venise (° 1530).
  - Jean Ier, comte de Frise orientale (° 1506).
  - Francisco Leontaritis, compositeur et chanteur grec (° 1518).
  - Juan Maldonado, conquistador, explorateur et militaire espagnol (° 1525).
  - Andrzej Frycz Modrzewski, humaniste protestant polonais, auteur en latin d’Homicide et Châtiment (1543) et Du redressement de l’État (1551 et 1554) (° 20 septembre 1503).
  - Robert Parsons, compositeur anglais (° 1535).
  - Lorenzo Rustici, peintre italien de l'école siennoise (° 1512).
  - Ippolito Salviani, médecin, zoologiste et botaniste italien (° 1514).
  - Shō Gen, souverain du royaume de Ryūkyū (° 1528).
  - Benedetto Tola, musicien et peintre italien (° 1525).

- 1571 ou 1572 :
- Jacques Yver, écrivain français (° 1520 ou 1548).